# A Paradise in the Hold
A Paradise in the Hold ist das vierte Musikalbum von Yazz Ahmed. Die 2020 bis 2023 in verschiedenen Studios in England und Kopenhagen entstandenen Aufnahmen erschienen am 2025 auf dem Label Night Time Stories.

## Hintergrund
Im Jahr 2011, dem Jahr, in dem Yazz Ahmed ihr Debütalbum Finding My Way Home veröffentlichte, war sie auch an einer der bekanntesten Platten des Jahres beteiligt: Ahmed spielte Flügelhorn in „Bloom“, dem Eröffnungsstück von Radioheads The King of Limbs. Sechs Jahre nach dieser Aufnahme, als Ahmed inzwischen als Talent in der Londoner Jazzszene anerkannt wurde, revanchierte sie sich dafür, indem sie denselben Song auf ihrem zweiten Album La Saboteuse coverte. Doch rund um diesen Moment enthielt das Album Hommagen an eine viel persönlichere, viel ältere Form der Musik – Stücke wie das Titelstück „Jamil Jamal“ und „Al Emadi“, die arabische Melodien in ihre vielschichtigen Arrangements einbezogen, in einer Anlehnung an Ahmeds bahrainische Wurzeln und „die Musik, die mein Großvater mir vorgespielt hat“, wie sie 2017 erklärte.
Das Album nahm erstmals im Jahr 2014 Gestalt an, als Ahmed vom Birmingham Town Hall and Symphony ein Stipendium erhielt, um für ihre Alhaan Al-Siduri-Suite zu recherchieren. Während ihres einwöchigen Studiums besuchte sie private Konzerte mit bahrainischen Musikern, beschäftigte sich mit der akademischen Forschung eines norwegischen Musikprofessors, der die Insel vor vielen Jahren besucht hatte, und hatte einen „schönen Musikaustausch“ mit einem Künstlerkollegen, der im Kulturministerium tätig war und ihr eine seiner eigenen Kompositionen auf Notenblatt vorlegte.
Zwei Jahre später kehrte Ahmed mit Unterstützung des British Council und des bahrainischen Ministeriums für Kultur und Antiquitäten nach Bahrain zurück und führte das fertige Stück vor einem Live-Publikum auf. Es war ein Erfolg, und ihr Bassist Dudley Phillips ermutigte sie, es für ein Album aufzunehmen. Gleichzeitig begann Ahmeds Karriere erfolgreich zu werden; sie arbeitete schließlich daran, gleichzeitig zwei weitere Alben zu erstellen, La Saboteuse und Polyhymnia. Daher wurde die Suite zunächst nicht als Album realisiert. Die entstehenden Verzögerungen boten Ahmed die Gelegenheit, das Projekt zu überarbeiten.

## Titelliste
- Yazz Ahmed: A Paradise in the Hold (Night Time Stories ALNCD7)[3]

A1 She Stands on the Shore

A2 A Paradise in the Hold

A3 Mermaids' Tears

B1 Her Light

B2 Al Naddaha

C1 Dancing Barefoot (Corrina Silvester, Noel Langley)

C2 Into the Night

C3 Though My Eyes Go to Sleep, My Heart Does Not Forget You

D1 To The Lonely Sea

D2 Waiting for the Dawn
Wenn nicht anders angegeben, stammen die Kompositionen von Yazz Ahmed.

## Besetzung
- Bass: Dave Manington (Titel: B1, B2, D1), Dudley Phillips (Titel: A1 bis A3, C1, C3, D2)
- Bassklarinette: George Crowley
- E-Piano (Fender Rhodes): Alcyona Mick (B1, B2, D1), Naadia Sheriff (A1 bis A3, B1, C1, C3, D2),
- Flügelhorn: Noel Langley (A2, B1)
- Gitarre: Samuel Hällkvist (A2, B1, D1)
- Klatschen: Brigitte Beraa (A2, C3), Corrina Silvester (A2, C3), Dudley Phillips (A2, C3), George Crowley (A2, C3), Martin France (A2, C3), Naadia Sheriff (A2, C3), Noel Langley (C2), Ralph Wyld (A2, C3)
- Marimba: Ralph Wyld (A1, C3)
- Perkussion: Corrina Silvester
- Piano: Naadia Sheriff (B1, C1, D1)
- Programmierung: Jason Singh (A2, A3, B2, C3, D1), Noel Langley (A1)
- Schlagzeug: Martin France
- Stimme: Alba Nacinovich (C1, C3), Brigitte Beraha (A3, B1, B2, C1), Jason Singh (D1), Natacha Atlas (A1, B1, C3), Randolph Matthews (A3, D1, D2)
- Synthesizer (Roland JX-03): Naadia Sheriff (A1, D2)
- Trompete, Flügelhorn, Klatschen, Programmierung, Stimme: Yazz Ahmed
- Vibraphon: Ralph Wyld
- Violine: Samy Bishai (A1)

## Rezeption
Ahmeds viertes Album A Paradise in the Hold werfe einen tieferen Blick auf ihr einstiges Zuhause mit Blick auf den Persischen Golf und lasse sich dabei von Liedern von Perlentauchern, Figuren aus dem Gilgamesch-Epos und der Stärke und Kreativität anderer arabischer Frauen inspirieren, schrieb Jeff Terich (Treble). Mit seinen Wurzeln in einer ursprünglich 2014 geschriebenen Komposition mit dem Titel „Alhaan Al Siduri“ schöpfe A Paradise in the Hold aus einer ähnlich reichen und komplexen Inspirationsquelle wie seine Vorgänger und verknüpfe das Persönliche mit dem Mythischen in einer atemberaubenden Klangfolge, die ihrem wachsenden Repertoire zusätzliche Dimension und feinere Details verleihe.

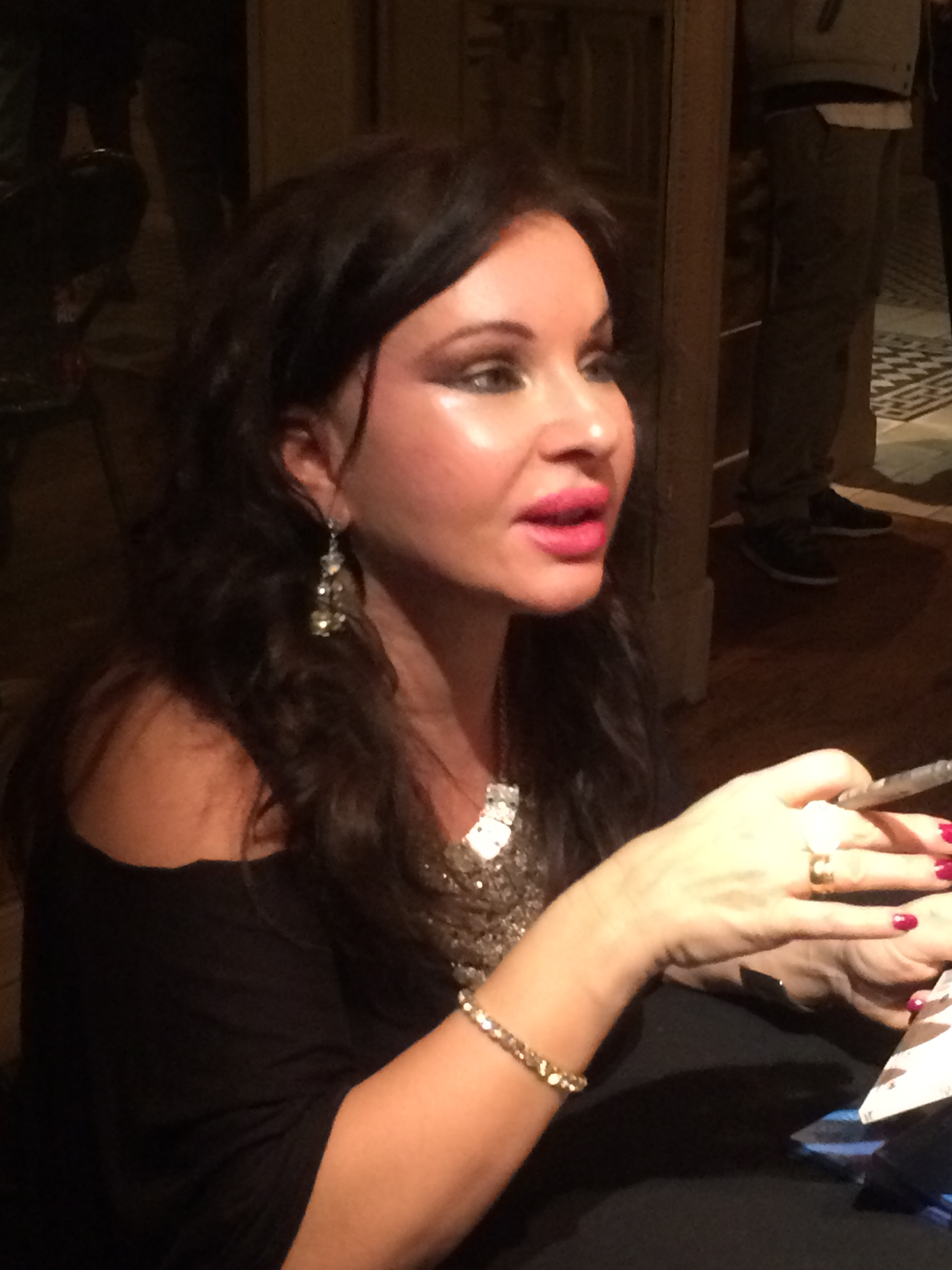
Natacha Atlas (2016)

Für alle anderen wäre die Aufgabe, die reiche Kultur eines Landes durch eine Reihe von Alben zu vermitteln, eine gewaltige Herausforderung, schrieb Rae Crumble (Daily Bandcamp). Für die britisch-bahrainische Trompeterin und Komponistin Yazz Ahmed sei es etwas, das mehr Hoffnung als Angst hervorrufe. Die größten Höhepunkte von A Paradise in the Hold seien die Ergebnisse der Überarbeitung. Beim Album-Opener „She Stands on the Sea Shore“ krache die intensive Stimme der legendären ägyptisch-belgischen Sängerin Natacha Atlas „gegen Becken wie Wellen an der Küste“. Der in London geborene Jazzsänger Randolph Matthews (bei „Mermaids‘ Tears“, „To the Lonely Sea“) und die kroatische Sängerin Alba Nacinovich (bei „Dancing Barefoot“, „Though my Eyes Go To Sleep, My Heart Does Not Forgive You“), die Ahmed vor vielen Jahren durch einen kulturellen Austausch kennengelernt hat, gehörten zu den anderen brillanten Mitmusikern, die sich für das Album eingesetzt haben.
Mit ihrer Stimme als zentralem Element zeichne die Trompeterin ein Bild sowohl der bahrainischen Folklore als auch der tatsächlichen Überlieferungen Londons, schrieb Dave Sumner in Daily Bandcamp. Die klanglichen Eigenschaften, die La Saboteuse om Jahr 2017 so überzeugend machten, seien auf A Paradise in the Hold vorhanden, würden jedoch mit einer Lyrik vorgetragen, die der Leidenschaft eines Geschichtenerzählers in nichts nachstehe. Diese Musik sei am melancholischsten, wenn sie auch am intensivsten ist. Ahmeds Aufnahmen folgten einer logischen Flugbahn, und dennoch überrasche jede neue Folge immer wieder.
Das vierte Album Yazz Ahmeds sei die bisher tiefgründigste und eindringlichste Auseinandersetzung mit ihrem bahrainischen Erbe, schrieb Phil Freeman / (Steregum/Ugly Beauty). Das Album sei insgesamt ein Versuch, Narrativen über die arabische Kultur, insbesondere über arabische Frauen, sowie der stereotypen Verwendung arabischer Musik in der westlichen Unterhaltung entgegenzuwirken. Diese edle Mission manifestiere sich in mitreißender, herzzerreißender Musik, gespielt von mehr als einem Dutzend Musikern, die traditionelle Instrumentierung, Melodien, Rhythmen und Gesang mit Synthesizern, modernen Produktionstechniken und Strukturen aus Jazz, elektronischer Musik und sogar Hip-Hop verbinde.
Das Album gelangte auf Position 22 der Halbjahresliste (1/2025) des Francis Davis Jazz Critics Poll.